# Ouled Si Ahmed
Ouled Si Ahmed là một đô thị thuộc tỉnh Sétif, Algérie. Dân số thời điểm năm 2002 là 9.456 người.